# 張謇
張 謇（ちょう けん）は、清末民初の政治家・実業家・教育家。字は季直、号は嗇庵。

## 概要
1853年、江蘇省海門直隷庁常楽鎮（現在の南通市海門区常楽鎮）に生まれた。1894年、42歳で科挙制度最上位の状元となり翰林院修撰となった。1909年、江蘇諮議局議長に推薦される。1912年に宣統帝の退位詔書を起草し、中華民国臨時政府の実業総長となった。翌年に北京政府の工商総長と農林総長を兼任し、1914年には全国水利局総裁となった。
張謇は中国近代化の先駆者とされ、張之洞に請われ実業家としての道に入り、中国で盛宣懐とともに紡績工場を建設、劉坤一が両江総督になってからも援助を受けた。政治的には立憲派の統一党に属し中国国民党と対立した。さらに教育の分野でも活動し、中国で最初の近代的な師範学校である南通師範学校や、中国最初の民間博物館である南通博物苑を創設している。それ以外にも三江優級師範学堂や南京高等師範学校（現在の南京大学）の創設にも関わった。
1903年4月25日から6月6日までの約2カ月半日本を訪問。長崎から北海道まで、学校・会社・博物館・博覧会などを視察している。とくに学校については、幼稚園から大学、各種実業学校、師範学校、専門学校など20箇所以上を訪問している。また、儒学者藤沢南岳、朝日新聞記者西村天囚、同内藤湖南、朝日新聞社主村山龍平、朝日新聞社長上野理一、三十四銀行頭取小山健三、大阪商工会議所会頭土居通夫、東京高等師範学校校長嘉納治五郎、東亜同文会会員岸田吟香らと交わっている。